# Monti della Laga
I Monti della Laga sono il quinto massiccio montuoso per altezza dell'Appennino continentale, nonché il rilievo arenaceo più elevato dell'Appennino, posti nell'Appennino centrale abruzzese, a cavallo di Abruzzo (provincia dell'Aquila e Teramo), Lazio (provincia di Rieti) e Marche (provincia di Ascoli Piceno). Il territorio rientra all'interno del parco nazionale del Gran Sasso e Monti della Laga e all'interno della Comunità montana della Laga, la Comunità montana del Velino e la Comunità montana del Tronto.

## Origine del nome
Il nome Laca compare agli inizi del sec. XVI in un contratto di affitto dei prati montani appartenenti alla villa Cesa Castina nella montagna di Roseto, ora nel comune di Crognaleto. La catena Monti della Laga compare nel secolo XVIII con l'Atlante Geografico del Regno di Napoli, nel quale però tale denominazione non si estende all'intero gruppo, come è d'uso oggigiorno, ma è relegata solo alla zona a sud di Monte Gorzano (riportato come Orzano nella suddetta mappa). La mappa della Provincia di Abruzzo Ulteriore Primo tratta dall'Atlante d'Italia di metà Ottocento (edizione Francesco Vallardi, Milano) conferma il nome per la sola zona meridionale, indicando Pizzo di Sevo, Monte di Roseto (Gorzano, Pizzo di Moscio) e Monte Pallone (Monte Pelone, o forse Macera della Morte) come montagne indipendenti.

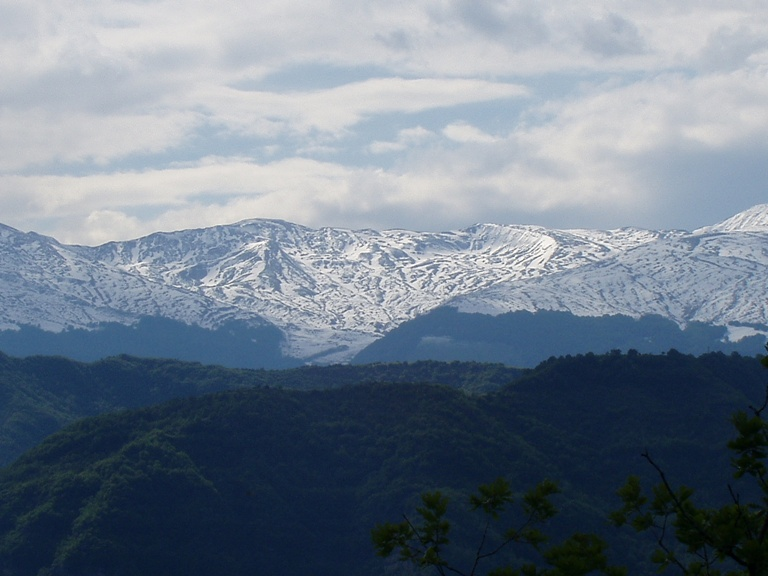
Monti della Laga dal versante Teramano

Quindi tradizionalmente e culturalmente, il nome "Laga" non afferisce all'area settentrionale della catena montuosa come la si intende dal punto di vista geomorfologico (Monte Scalandro, Macera della Morte, Pizzo di Sevo, Pizzo di Moscio, nei comuni di Amatrice, Arquata del Tronto, Valle Castellana, Rocca Santa Maria); come neppure alla Montagna dei Fiori e di Campli, oggi conosciuti come Monti Gemelli e classificati come sottogruppo dei Monti della Laga. Originariamente l'oronimo indicava semplicemente le vaste zone acquitrinose e soggette a temporanei allagamenti della conca di Campotosto, nei cui pressi la cartografia corrente riporta a conferma la Cima della Laghetta. Oggi il nome Monti della Laga è ufficialmente esteso a tutta l'area che a partire dal 1991 è stata sottoposta alla tutela del parco nazionale del Gran Sasso e Monti della Laga.

## Geografia

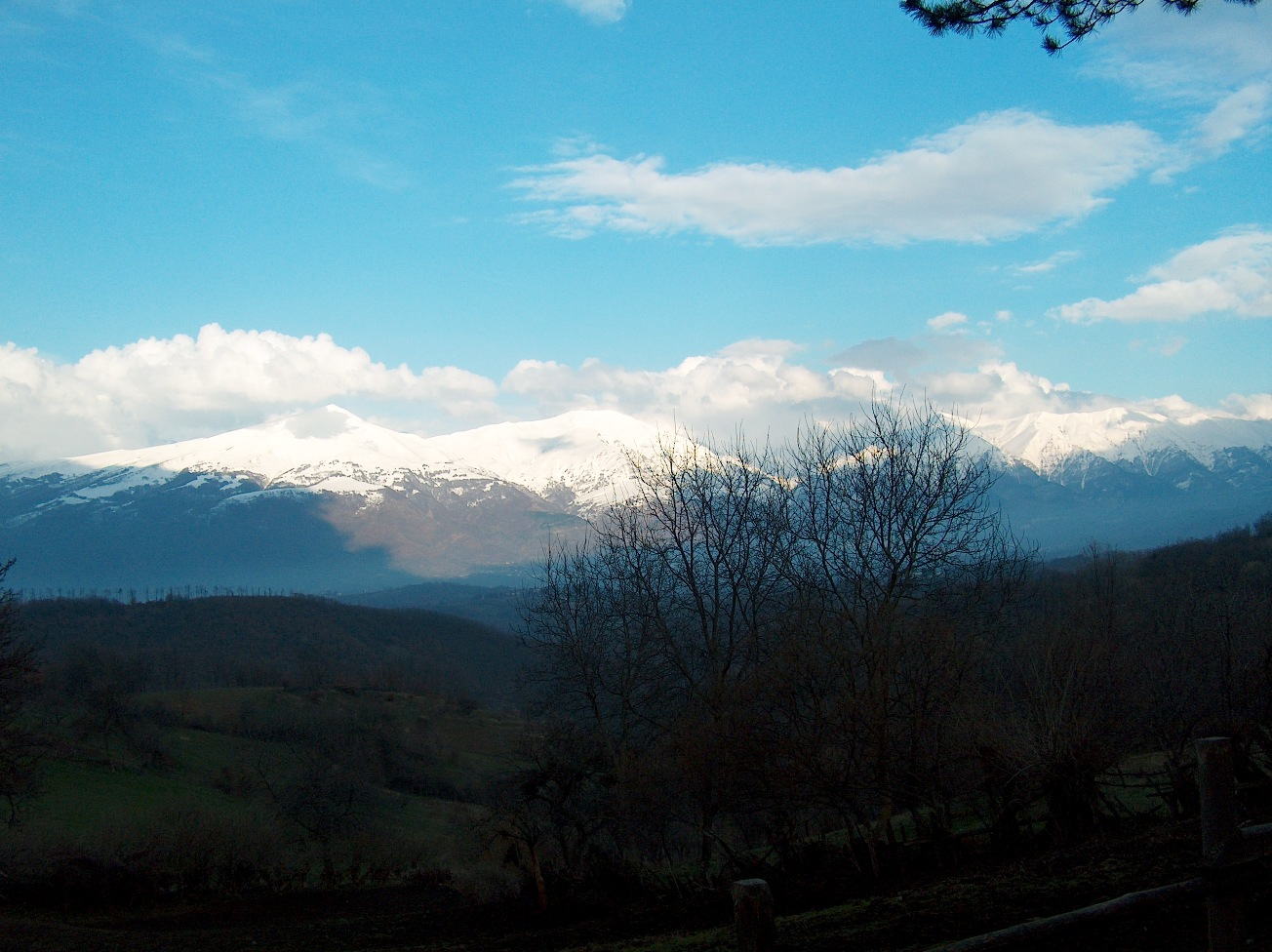
Monti della Laga dal versante amatriciano. Da sinistra, Pizzo di Sevo (2419 m), Cima Lepri (2445 m) e monte Gorzano (2458 m).

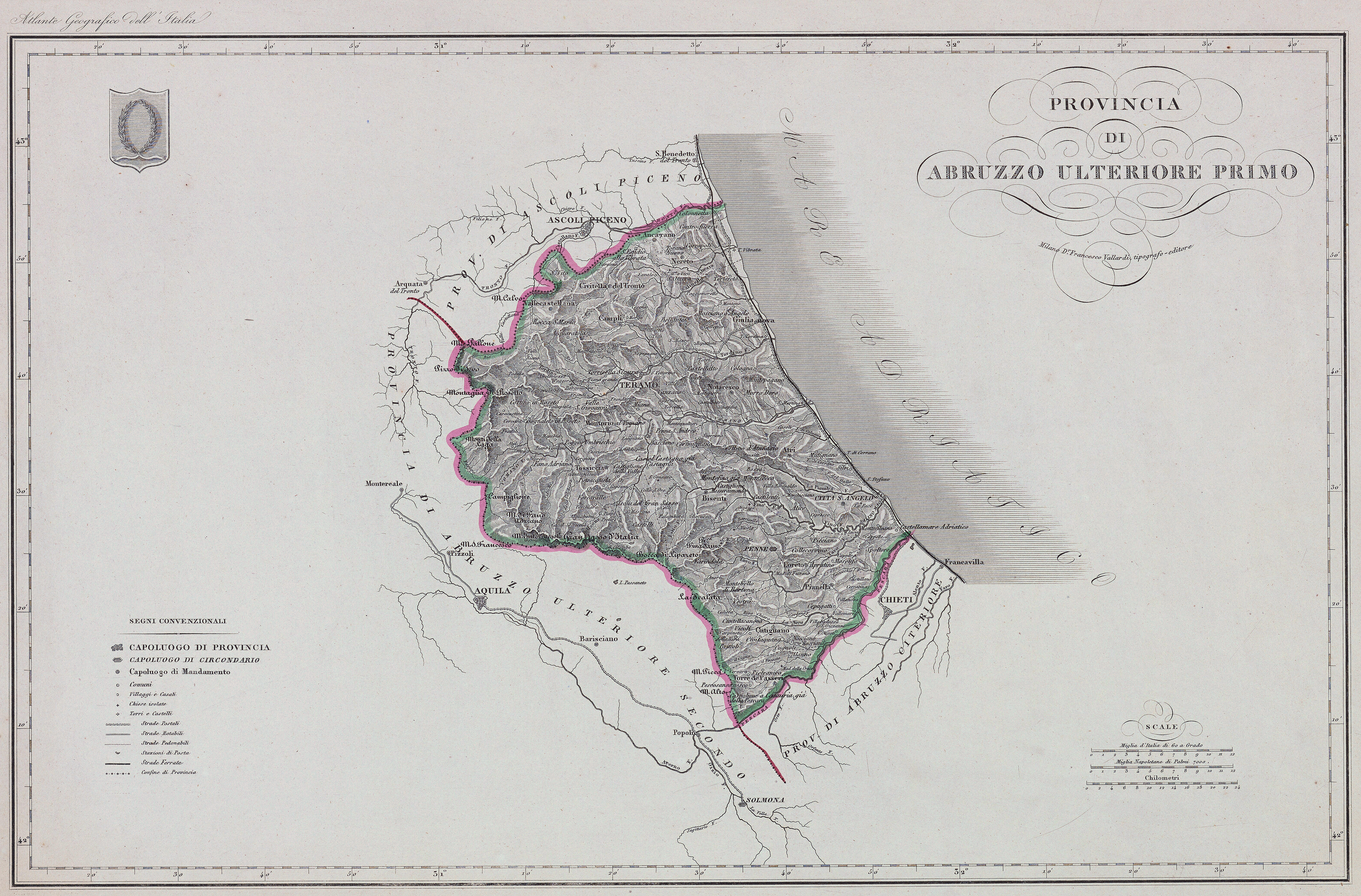
Le cime della Laga nell'Abruzzo Ultra I° - 1860 ca.Pizzo di Sevo, Monte di Roseto (Gorzano, Pizzo di Moscio) e Monte Pallone (Monte Pelone, o forse Macera della Morte) sono indicati come montagne indipendenti.

### Territorio
La catena corre lungo il confine tra l'Abruzzo settentrionale, il Lazio e le Marche, a cavallo tra le province dell'Aquila, Teramo, Rieti e Ascoli Piceno, per la lunghezza complessiva di circa 24 km, rappresentando il punto più settentrionale dell'Appennino abruzzese; è divisa a nord dai monti Sibillini mediante la valle del Tronto percorsa dalla via Salaria, e a sud dalla catena del Gran Sasso dalla suggestiva stretta valle del fiume Vomano, attraversata dalla Statale 80 (un tempo era percorsa da un ramo dell'antica Via Cecilia), che culmina a monte con il Passo delle Capannelle e con il Lago di Campotosto.
Sull'estremità orientale del gruppo dei Monti della Laga si colloca invece la Montagna dei Fiori che, insieme alla Montagna di Campli, forma il cosiddetto massiccio dei Monti Gemelli, separati tra loro dalle Gole del Salinello; fanno invece da prodromi alla catena nel versante aquilano i cosiddetti Monti dell'Alto Aterno.

### Geomorfologia

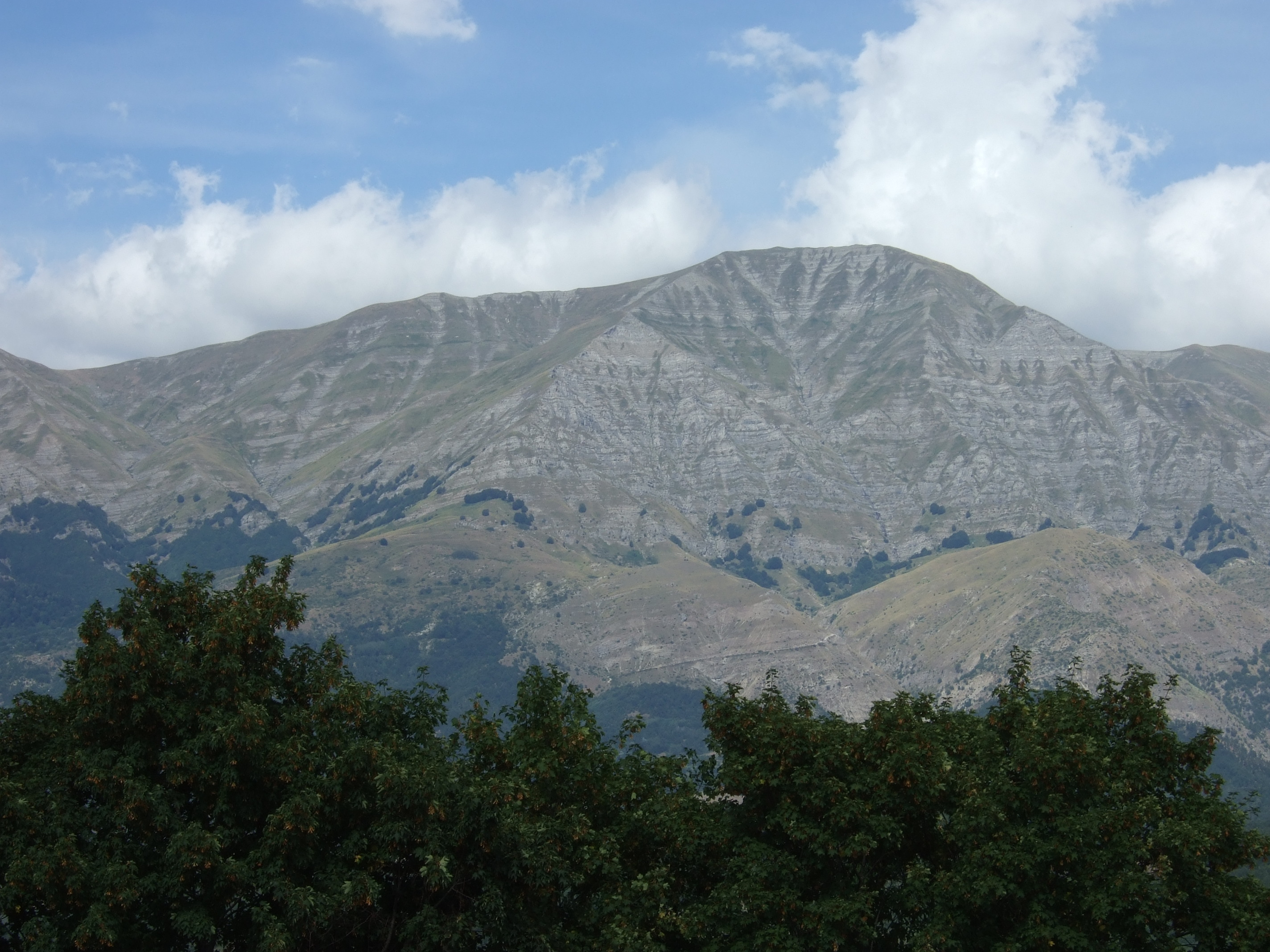
Monte Gorzano.

La linea di cresta inizia nelle Marche da Monte Comunitore, poi si innalza verso la cima di Macera della Morte (2073 m), punto di confine tra Marche, Lazio e Abruzzo e sale ancora fino ai 2458 metri del Monte Gorzano, il monte più alto della catena e vetta più alta del Lazio; altre vette sono Cima Lepri (2445 m), Pizzo di Sevo (2419 m), al confine tra Lazio ed Abruzzo, Pizzo di Moscio (2411 m), Monte Pizzitello (2.222 m) e, infine, il più meridionale, Monte di Mezzo (2155 m). Ciascun versante ha caratteristiche diverse: più aspro il versante marchigiano, a dirupi e a forte pendenza quello laziale, ondulato e dolce quello abruzzese; il versante teramano e in parte anche quello aquilano-reatino-ascolano è coperto da fitti boschi di faggio e sono presenti inoltre varie cascate d'acqua e cascate di ghiaccio, anche notevoli. Le caratteristiche pendici erbose e non rocciose di queste montagne sono ideali per il pascolo; molte sono infatti le greggi che d'estate tornano su questi monti.

### Orografia
- Monte Comunitore (1695 m s.l.m.)
- Macera della Morte
- Monte le Vene (2020 m s.l.m.)
- Monte Pizzitello
- Pizzo di Sevo

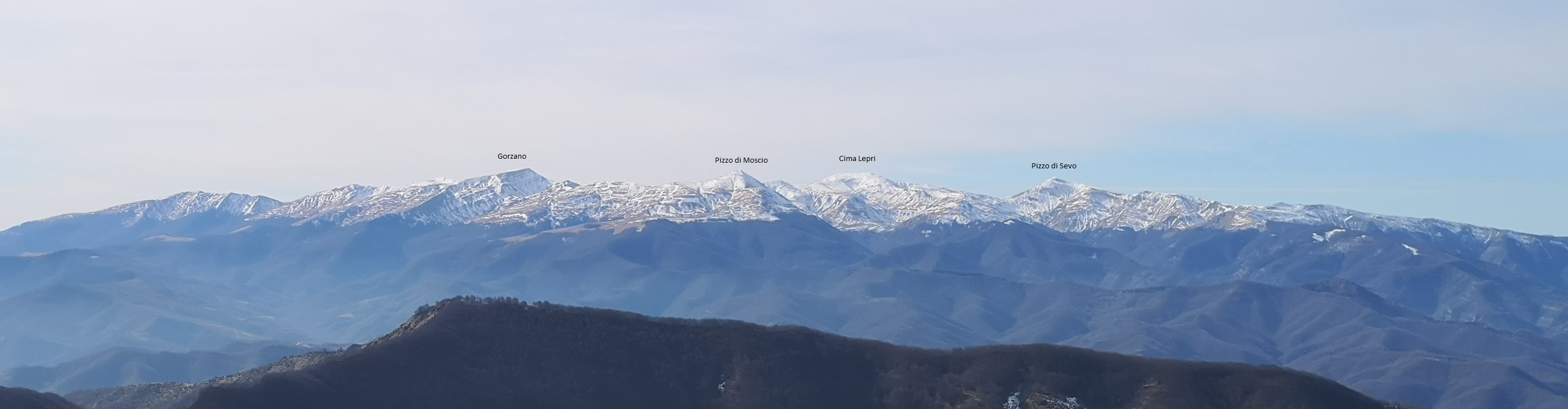
Versante teramano dei Monti della Laga, con indicazione delle vette principali.

- Monte di Mezzo del Sevo (2138 m s.l.m.)
- Cima Lepri
- Pizzo di Moscio
- Monte Pelone Meridionale
- Monte Spaccato (2283 m s.l.m.)
- Monte Gorzano
- Cima della Laghetta
- Monte di Mezzo

### Geologia
Il particolare profilo arrotondato della catena è dovuta alla sua natura arenaria e marnosa, che si differenzia dalla normale geologia dell'Appennino Centrale in prevalenza formato da rocce carbonatiche (calcari e dolomie). 
La particolare formazione geologica (molasse e flysch) di questi monti prende il nome di Formazione della Laga. 
All'interno della parte meridionale di questa area passa la cosiddetta Faglia di Montereale-Campotosto, estesa in larghezza dal reatino fino a toccare la zona del Gran Sasso; la parte più orientale della faglia è stata spesso sede di sciami sismici di moderata intensità.

### Idrologia

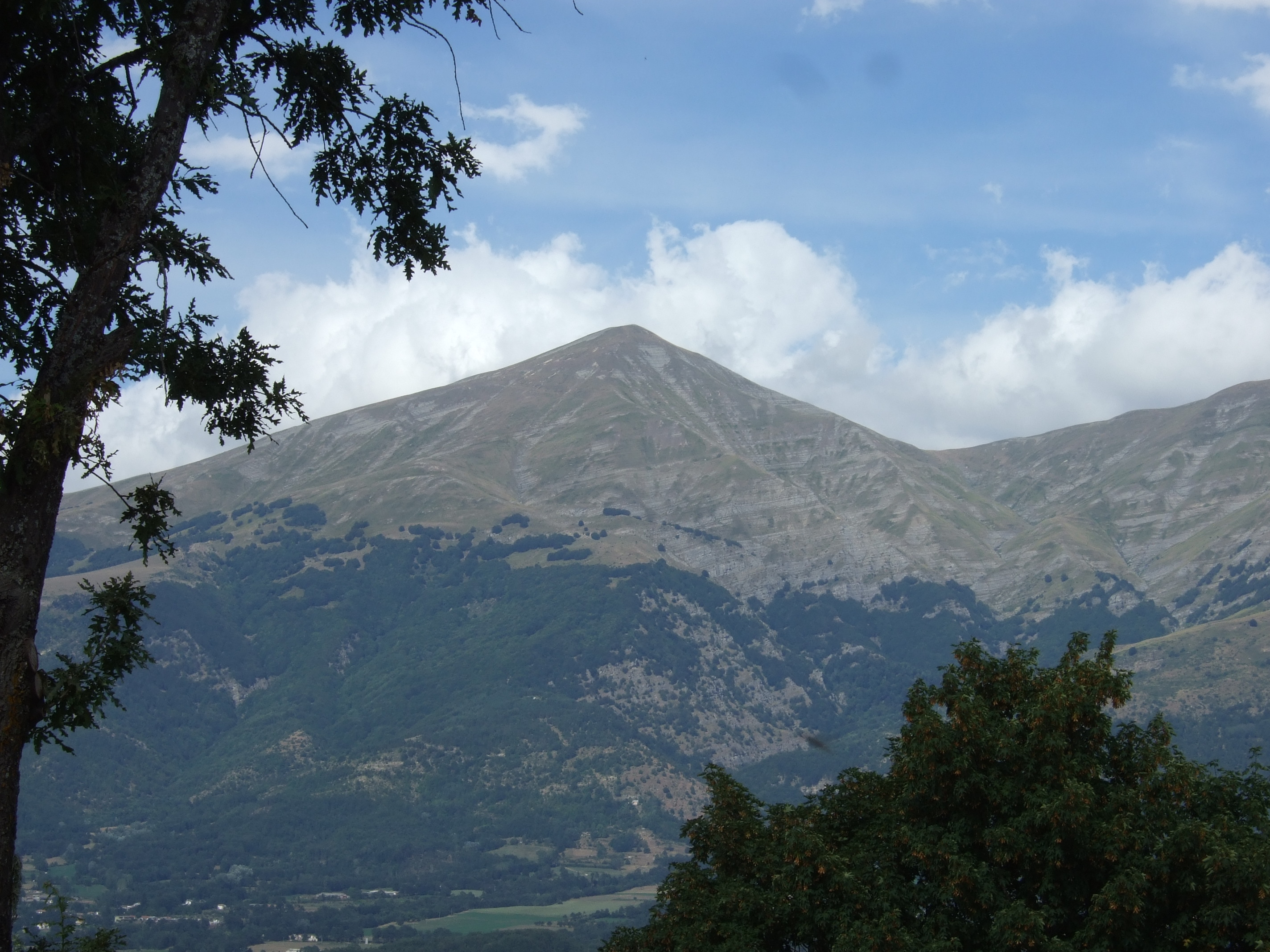
Pizzo di Sevo

L'intera area ricade nei bacini idrografici del fiume Vomano, Tronto e Aterno.
La tendenziale impermeabilità dei suoli favorisce lo scorrimento superficiale delle acque e per questo la Laga presenta numerosi torrenti, cascate, laghetti. Nel territorio di Cesacastina è presente la cosiddetta Valle delle Cento Fonti. Tra le più belle cascate da visitare vi sono la cascata della Cavata, poco distante dal Lago dell'Orso, quella della Morricana, molto bella, raggiungibile in circa 2h dal Ceppo, della Prata e della Volpara a Umito, le Barche, le Scalette, l'Ortanza ad Amatrice. D'inverno si ghiacciano e offrono la possibilità di praticare le arrampicate su ghiaccio. Il lago più importante è l'artificiale Lago di Campotosto.

### Comuni
I comuni interessati dai Monti della Laga sono:

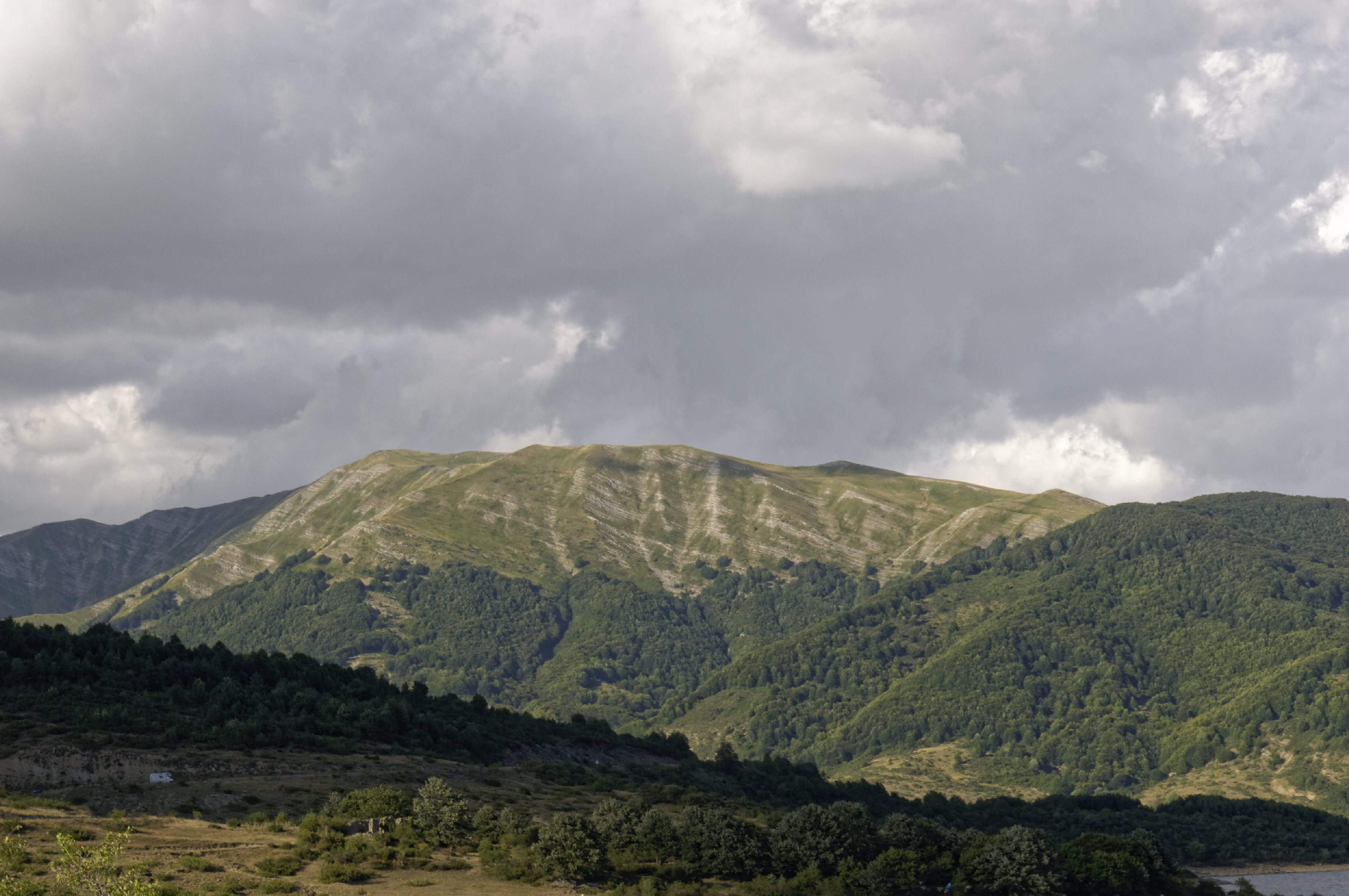
Monte di Mezzo

In provincia dell'Aquila:
- Campotosto

In provincia di Teramo:
- Crognaleto
- Campli
- Civitella del Tronto

- Cortino
- Rocca Santa Maria
- Torricella Sicura
- Valle Castellana

In provincia di Rieti
- Amatrice
- Accumoli

In provincia di Ascoli Piceno
- Acquasanta Terme
- Arquata del Tronto

## Ambiente

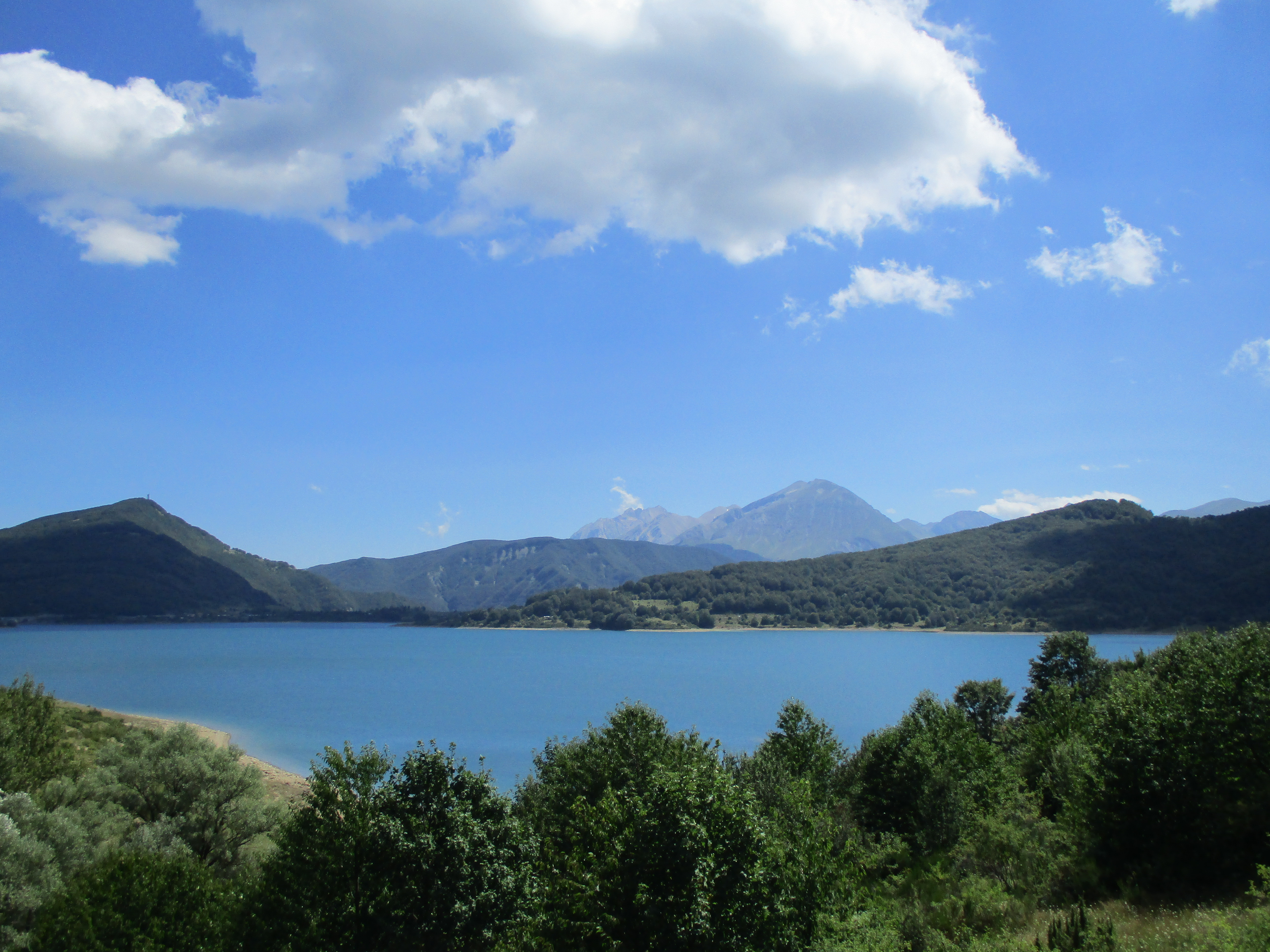
Lago di Campotosto (di origine artificiale) e Corno Grande del Gran Sasso

### Flora
Sono presenti numerosi boschi di faggi, abeti bianchi, querce, castagni, aceri, tassi, tigli, frassini, olmi, agrifoglio e rare foreste di betulle. Sono presenti orchidee rare come l'orchidea epipogio senza foglia.

### Fauna
Vivono tra queste montagne numerose specie selvatiche come il lupo appenninico, il cervo, il capriolo, il cinghiale e qualche raro esemplare di orso bruno marsicano. Da ricordare l'istrice, l'aquila reale presente con alcune coppie nidificanti nelle forre più inaccessibili (non rintracciabili dall'autunno 2011), numerose specie di falco, il merlo acquaiolo, la rara vipera dell'Orsini, specie di vipera velenosa presente solo in questa parte e nel vicino massiccio del Gran Sasso.
Tra gli insetti è bene ricordare che qui vive l'unica popolazione appenninica della farfalla Erebia pandrose.

## Turismo
All'interno del complesso montano della Laga, San Giacomo è l'unica stazione scistiva per lo sci nordico, presente nel circondario.

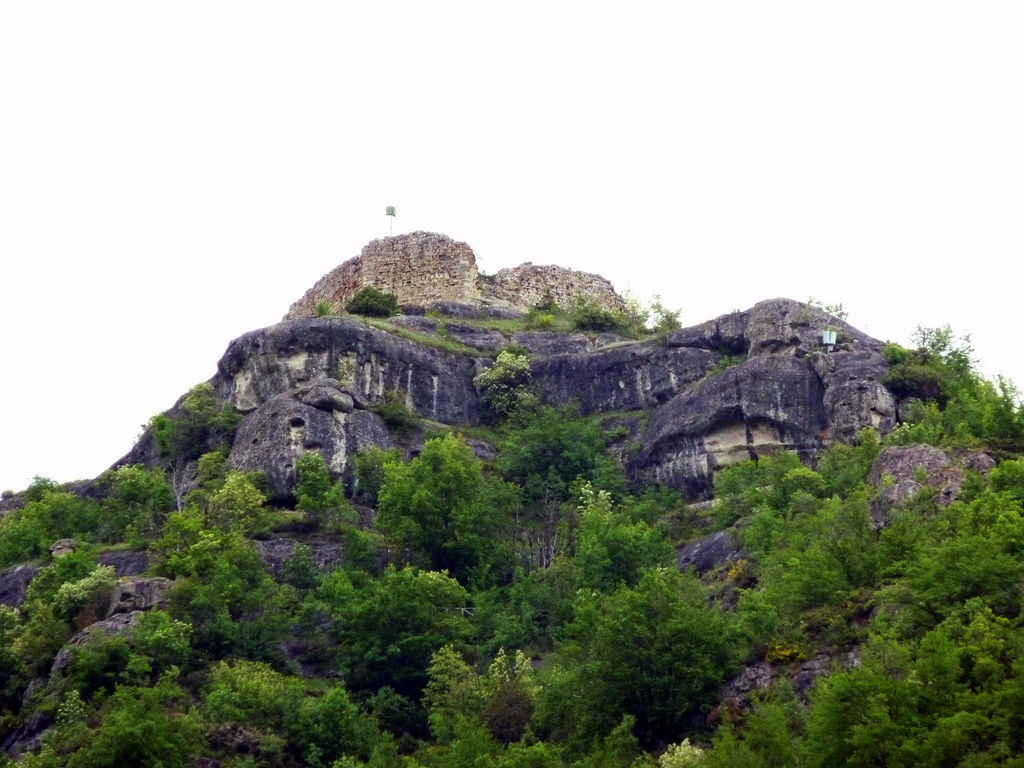
Fortezza di Monte Calvo (San Martino (AP))

### Sentieri e vadi
Per vado s'intende il passaggio tra un versante e l'altro. A volte rari e difficili da percorrere, costituiscono il collegamento tra comprensori diversi, anticamente utilizzati per unire Roma all'Adriatico.
Uno dei più famosi percorsi è il Tracciolino di Annibale che la leggenda indica sia stato percorso da Annibale e dalle sue truppe con elefanti per le battaglie contro i Romani. Lo storico Niccola Palma ebbe ad affermare che il Tracciolino di Annibale coincidesse con l'antico tracciato romano esistente ancor prima della Salaria Nova (Arquata del Tronto) e che lui ebbe a definire Via Metella, legandone il nome del console Cecilio Metello citato nel cippo miliario rinvenuto nel 1823 in località Vallorina nel Comune di Sant'Omero (Teramo).
Lungo i percorsi di montagna ancora si possono trovare significative testimonianze storiche, primitive strade tracciate dai primi popoli italici dediti all'allevamento. Sono presenti anche i tratturi utilizzati per secoli a uso della transumanza che si diramavano in tante direzioni.

### Borghi e paesi
Sono numerosi i piccoli borghi che costellano i Monti della Laga, caratterizzati da una bassa densità abitativa. Tra questi ricordiamo Amatrice, Campotosto, Rocca Santa Maria, Castel Trione, Cornillo Nuovo, Capricchia, Preta, Crognaleto, Cortino, Fano Adriano, Sant'Angelo, Ceppo, San Martino e tantissime altre piccole località caratteristiche ricche di storia e natura. Nelle Marche, di notevolissimo interesse storico e artistico è il borgo ed il circondario di Arquata del Tronto.

### Eventi
Ogni anno, ai primi di luglio, sugli alti pascoli di Piano Roseto (un pianoro situato a circa 1200 m.s.l.m. tra gli abitati di Cortino, San Giorgio e Crognaleto), si svolge la tradizionale Fiera della Pastorizia, giunta nel 2013 alla 155ª edizione.